# Polizeibericht Los Angeles
Polizeibericht Los Angeles (Originaltitel: Dragnet, später L.A. Dragnet) war eine im Jahr 2003 gestartete US-amerikanische Fernsehserie, die von Law & Order-Schöpfer Dick Wolf produziert wurde. Die Serie basierte auf den in den 1950er und späten 1960er Jahren erfolgreich gewesenen Dragnet-Serien mit Jack Webb, deren zweite Auflage unter dem Titel Polizeibericht auch in Deutschland zu sehen war.

## Konzept
Jede Folge der Serie beginnt mit dem Verweis eines Off-Sprechers darauf, dass die nachfolgende Geschichte auf Tatsachen beruhe, sowie dass die Namen der vorkommenden Personen geändert worden seien, um Unschuldige zu schützen. Dies ist eine enge Anlehnung an die Original-Dragnet-Serie aus den 1950er Jahren, wo die Geschichten seinerzeit sogar als wahre Begebenheiten ausgegeben wurden und sich in der Regel auch eng an ebensolchen orientiert haben dürften. Die vorliegende Serie wurde wesentlich freier gestaltet.
Polizeibericht Los Angeles orientierte sich in der ersten Staffel auch darüber hinaus am klassischen Dragnet-Konzept, das sich durch zwei besondere Faktoren charakterisiert:
Zum einen geleitet der Hauptermittler Joe Friday die Zuschauer mit seinen erläuternden Off-Kommentaren durch jede Folge, die teilweise auch das unmittelbare Geschehen auf dem Bildschirm, ähnlich einem Audiokommentar, erfassen, wenn Friday beispielsweise seine Gedanken zur Körpersprache einer verhörten Person äußert. Einen besonderen Wiedererkennungswert in den Off-Kommentaren besitzt der Ausspruch „My name is Friday. I'm a cop.“ (in der Synchronfassung: „Mein Name ist Friday. Ich bin Cop.“), der am Ende der die jeweilige Folge einleitenden Erzählpassage zu hören ist. Während dieser einleitenden Erzählpassage sieht man Friday, wie er per Auto den Tatort erreicht, an dem nachfolgend die Ermittlungen im für die Folge grundlegenden Fall aufgenommen werden. Der Spruch „My name is Friday. I'm a cop.“ ist in der Regel zu hören, während oder kurz bevor Friday das erste Mal in einer Einstellung von vorn gezeigt wird.
Ein zweites Charakteristikum des klassischen Dragnet-Konzepts ist die Tatsache, dass zwei Ermittler vom Rang eines Detectives, die für das Los Angeles Police Department arbeiten, die komplette Folge über dabei begleitet werden, wie sie an einen Fall gelangen und diesen lösen. Die Namen der Ermittler, Joe Friday und Frank Smith, gehen ebenfalls auf die klassische Version zurück. Im Gegensatz zur klassischen Version aus den 1950er und 1960er Jahren nahm Friday in der vorliegenden Version allerdings auch eine Art Mentorrolle gegenüber seinem Partner ein, da dieser nun wesentlich jünger war.
Für die zweite Staffel wurde nur das Charakteristikum, Friday die Geschehnisse aus dem Off erläutern zu lassen, beibehalten und gleichzeitig reduziert, die gewohnte Ermittlerstruktur hingegen komplett aufgegeben und Friday vom Detective zum Lieutenant befördert, der nun in weisungsberechtigter Position den Einsatz von drei bis vier Detectives koordinierte.
Auch der Look der Serie wurde verändert: Während die erste Staffel auch visuell sehr klassisch wirkt und Frank Smith sogar eine Retro-Frisur trug, wurde die zweite Staffel wesentlich düsterer gestaltet. Die Farben wurden zurückgenommen und oftmals eine wacklige Kamera eingesetzt.
Die Änderung des Konzepts soll u. a. darauf zurückgehen, dass der den Joe Friday spielende, damals bereits 57-jährige Ed O’Neill, dessen beide Kinder seinerzeit im Kleinkind- und im Vorschulalter waren, um weniger Zeitaufwand bat. Der Drehaufwand für die Serie betrug, O’Neill zufolge, fünf Tage die Woche und jeweils 14 Stunden pro Tag.

## Titel
Neben den Änderungen am Konzept wurde der Originaltitel der ersten Staffel, Dragnet, zur zweiten Staffel in L.A. Dragnet abgewandelt. In manchen Ländern, wie beispielsweise den Niederlanden, wurde die Serie hingegen unter dem, ebenfalls englischen, Titel Murder Investigation bekannt. Darüber hinaus wurde für die Ausstrahlung in Frankreich ein eigener Abspann gestaltet, während dessen man im Hintergrund Bilder aus der 1. Staffel sieht. In anderen Versionen, auch in der Originalfassung, sind die Texttafeln des Abspanns nur auf einem schwarzen Hintergrund zu sehen.
In Deutschland bediente man sich des ungewöhnlich klassischen Titels Polizeibericht Los Angeles in Anlehnung an die Serie Polizeibericht (1967–1970) mit Jack Webb, auf der die vorliegende Serie basierte. Der Titel L.A. Dragnet wurde in Deutschland nur für das Pay-TV und auch dort nur zu Werbezwecken (ohne dass er im Vorspann vertreten gewesen wäre) verwendet.
Der Wechsel des Titels während der Erstausstrahlung in den USA, von Dragnet hin zu L.A. Dragnet, lässt vermuten, dass man plante, das Dragnet-Konzept, über kurz oder lang, auch in anderen Städten zu etablieren (z. B. als N.Y. Dragnet oder ähnliches). Dieses Schema ist gerade bei Dick-Wolf-Serien relativ typisch. Wolf soll immer daran interessiert gewesen sein, möglichst einen ganzen Kanal rund um die Uhr mit Law & Order-Versionen zu bestücken. Der Titelwechsel sorgte jedoch für Widersprüche, da Dragnet ohnehin immer in Los Angeles spielte und der Verweis darauf im Namen, unter dieser Voraussetzung, unsinnig wirkte. Ein ähnlicher Fauxpas passierte in Deutschland auch einer anderen von Dick Wolf produzierten Serie, als man Law & Order: Special Victims Unit mit Law & Order: New York übertitelte, obwohl auch die Mutterserie Law & Order in New York spielte und der deutsche Titel des Spin-offs somit irreführend wirkte.

## Besetzung
Für die Hauptrolle des Joe Friday war ursprünglich Danny Huston vorgesehen, der das Projekt, nachdem eine erste Folge unter dem Titel Three Blondes abgedreht war, jedoch vorzeitig verließ. Nach Aussage von Ed O’Neill in einem Interview, war Huston freigestellt worden, da er als Cop vor der Kamera nicht die gewünschte Ausstrahlung hatte, was Dick Wolf ihm mitteilte, als er ihn als Ersatz anfragte – zu lesen war seinerzeit auch, Huston sei ausgestiegen, da ihm der zeitliche Aufwand mit solch einer Serienrolle zu viel geworden sei. Huston war in Fernsehserien bis dato noch fast gar nicht in Erscheinung getreten. Hier wäre es nun gleich eine Hauptrolle geworden, noch dazu mit sehr viel Bildschirmpräsenz pro Folge. Danny Huston wurde daraufhin durch Ed O’Neill ersetzt, der in seiner letzten vorausgegangenen Serienhauptrolle bereits einen Detective in dem frühzeitig beendeten Big Apple gespielt und, trotz der Kurzlebigkeit dieser Serie, viel Kritikerlob dafür geerntet hatte. O’Neill, der in Los Angeles lebt und für die Produzenten in der gebotenen Eile eine erste Anlaufstelle war, wollte die Rolle des Joe Friday zuerst nicht übernehmen, da er gerade erst in Gesprächen für die HBO-Serie Deadwood gewesen war, für die David Milch den Charakter des Swearengen, der später von Ian McShane gespielt wurde, eigens auf ihn zugeschnitten hatte. Milch hatte mit O’Neill bereits an Big Apple zusammengearbeitet. Letztendlich entschied Ed O’Neill sich aber, das Angebot von Dick Wolf anzunehmen, zumal er gern mit Walon Green zusammenarbeiten wollte – und weil Dick Wolf sogar Bereitschaft zeigte, hohe finanzielle Forderungen zu erfüllen. O’Neill hatte laut eigener Interview-Aussage eigentlich bewirken wollen, dass man sich im Zuge einer zu hohen Gagen-Forderung doch nach jemand anderem umsieht, da er von vornherein besorgt über den hohen Drehaufwand pro Arbeitstag und die Vereinbarkeit dessen mit dem Privatleben war. Als Fridays Partner Frank Smith trat Ethan Embry auf. Die Rolle wurde nach der ersten Staffel jedoch gestrichen. Bereits gegen Ende der ersten Staffel fehlte Embry in einer Folge komplett und war in einer weiteren nur am Rande zu sehen, da er sich beim Skateboarden verletzt hatte. Er wurde in diesen Episoden, die in der Ausstrahlung auf die Plätze 9 und 11 der Staffel verteilt wurden, von Lauren Vélez in der Rolle der Det. Denise Beltran vertreten. Embrys Abwesenheit in der neunten Folge wurde in der Serie mit einem Schlaganfall des Vaters von Frank Smith begründet. In der elften Folge vollführte er nur Schreibtischarbeiten, da ihm das Gehen offenbar noch schwerfiel.
Indem in der elften Folge neben Ed O’Neill, Lauren Vélez und Ethan Embry auch noch Paul Leyden in einer relativ großen Rolle als Det. Langler zum Einsatz kam und das Ermittler-Duo Friday/Smith infolgedessen durch Beltran/Langler stellenweise gänzlich ersetzt wurde, nahm diese Folge in gewisser Weise das Konzept der zweiten Staffel vorweg.
In der zweiten Staffel spielten Desmond Harrington (Det. Jimmy McCarron), Eva Longoria (Det. Gloria Duran) und Evan Parke (Det. Raymond 'Coop' Cooper) die drei Ermittler, die regelmäßig mit Friday zusammenarbeiteten. In drei Folgen wurde das Team außerdem von Roselyn Sánchez in der Rolle der Det. Elana Macias ergänzt, die bei ihrem ersten Einsatz noch anstelle von Eva Longoria auftrat, in den beiden übrigen Folgen dann aber gemeinsam mit ihr. Christina Chang hatte, nach zwei Gastauftritten in den letzten beiden Folgen der ersten Staffel, in der zweiten Staffel eine wiederkehrende Rolle als Bezirksstaatsanwaltsassistentin Sandy Chang.
Trotz regelmäßiger zentraler Auftritte ohne Erwähnung im Intro der Serie blieben Lindsay Crouse, die in der ersten Staffel die Rolle des Captains verkörperte, dem die beiden Dragnet-Detectives unterstellt sind, sowie Erick Avari (1. Staffel bis Beginn 2. Staffel) und Robin Bartlett (nachfolgend), die als hauptverantwortliche Gerichtsmediziner zu sehen waren. In mehreren Folgen war auch Daniel Zacapa, in der Rolle des Bandenkriminalitätsspezialisten Detective Gomez, zu sehen, sowie Denise Dowse als Kriminaltechnikerin Juanita Hendrucks. Zum wissenschaftlichen Team gehörte ferner beispielsweise auch der von Peter Trencher gespielte Kriminaltechniker Chavez. In drei Folgen der zweiten Staffel trat ein Friday nun übergeordneter Captain Silva auf. Er wurde von David Andrews gespielt.
In kleinen Rollen kamen in der 1. Staffel ferner bereits regelmäßig einige Detectives zum Einsatz, die Friday und Smith mit Zuarbeiten unterstützten, welche sich in der Regel darauf beschränkten, dass sie den Hauptermittlern in Kürze eingeholte Informationen mitteilten. Diese assistierenden Detectives wurden unter anderem von Katherine Kamhi und Morocco Omari verkörpert. Nach der Änderung des Konzepts für die 2. Staffel wurden diese Rollen praktisch überflüssig und fielen weg.

## Fernsehausstrahlungen
Die endgültige Version der Serie (nach dem Ausstieg von Danny Huston) wurde ab Oktober 2002 produziert, die erste Folge am 2. Februar 2003 auf ABC ausgestrahlt. Bis zum 11. Mai 2003 wurden, jeweils sonntags um 22:00 Uhr, insgesamt zwölf Folgen gezeigt. Ursprünglich war eine Ausstrahlung am Montagabend um 21:00 Uhr geplant, zu der es allerdings nie kam. Der Sender gab aufgrund guter Resonanz eine zweite Staffel mit dreizehn weiteren Episoden in Auftrag, von denen die erste am 4. Oktober 2003, nun samstags (weiterhin um 22:00 Uhr), auf einem schon zuvor eher problematischen Programmplatz, gesendet wurde. Nach Ausstrahlung der fünften Folge dieser zweiten Staffel am 1. November 2003 wurde die Serie abgesetzt, da das geänderte Konzept beim Publikum auf wenig Zustimmung stieß und Polizeibericht Los Angeles mit einem Durchschnitt von rund 4,8 Millionen Zuschauern weit hinter den Erwartungen zurückblieb. Die Einschaltquoten führten sowohl im direkten Vergleich mit anderen ABC-Serien als auch im Vergleich mit Konkurrenzformaten anderer Sender zu einem sehr schlechten Abschneiden. Dem Format wurde u. a. vorgeworfen, dank des neuen Konzepts nur noch wie eine weitere Law & Order-Version zu wirken. Außerdem erschien der multikulturell zusammengesetzte Cast der zweiten Staffel als eine zu gewollte Anbiederung. Nicht zuletzt mutete es seltsam an, dass Joe Friday, nach seiner Beförderung zum Lieutenant, innerhalb von Dragnet nur noch eine untergeordnet wirkende Rolle spielte.
Drei von fünf weiteren Episoden, die noch fertig gestellt worden waren, wurden vom 21. April bis zum 5. Mai 2004 auf USA Network gesendet. Die beiden übrigen Folgen erlebten ihre Erstausstrahlung am 4. Dezember 2004 auf dem französischen Sender TF1, in einer synchronisierten Version, und wurden in den USA erst im Jahr 2006 von Sleuth gezeigt.
In Deutschland erhielt RTL, das, gemeinsam mit seinen „Töchtern“ VOX und RTL II, auch die sonstigen von Dick Wolf produzierten Serien für den deutschen Free-TV-Markt bereithält, die Senderechte an der Serie. Nach der Absetzung in den USA kam es vorerst jedoch nicht zu einer Ausstrahlung, da RTL in der Regel keine Serien in sein Programm aufnimmt, die von vornherein nicht zu einer werbewirksamen Konstante aufgebaut werden können. Trotzdem wurde im Jahr 2005 eine deutsche Fassung fertiggestellt und in der Fach-Presse eine verspätete Ausstrahlung auf RTL im Jahr 2006 in Aussicht gestellt, tatsächlich kam es dazu jedoch erst ab dem 13. Mai 2007 auf Super RTL. Es wurde jeweils sonntags, um etwa 22:00 Uhr, eine Doppelfolge gesendet. Bei der 1. Staffel behielt man die Episoden-Reihenfolge der Ausstrahlung in den USA bei, die vom 1. bis zum 29. Juli 2007 erstmals in Deutschland gesendeten 10 Folgen der 2. Staffel wurden hingegen in relativ freier Reihenfolge platziert. Die fünf Folgen, die in den USA noch vor der Absetzung ausgestrahlt worden waren, wurden mit jeweils einer der fünf anderen Folgen zur Doppelfolge kombiniert. So liefen zwar die ersten fünf Folgen über die fünf Wochen in der richtigen Reihenfolge, nach welchem Muster die anderen fünf Folgen als jeweils zweite Folge pro Woche dazu platziert wurden, ist jedoch fraglich.
Nachdem alle 22 Folgen einmal ausgestrahlt worden waren, sendete man den Polizeibericht Los Angeles nach demselben Doppelfolgenmuster, unmittelbar danach, noch einmal. Anschließend kam es noch zu zwei weiteren Wiederholungen, während denen sich die Serie allerdings auf einem noch späteren Sendeplatz gegen Mitternacht etablieren musste. Damit einher wurde auch nur noch eine Folge pro Woche ausgestrahlt. Insgesamt war der Polizeibericht Los Angeles trotz seiner nur 22 Folgen somit von Mai 2007 bis Oktober 2008, abgesehen von vereinzelten Ausnahmen (vornehmlich Feiertage), ohne Unterbrechung im Sonntagabendprogramm von Super RTL präsent.
Von Super RTL wechselte die Serie dann, ebenfalls ohne nennenswerte Unterbrechung, zum Pay-TV-Sender AXN, der im November 2008 mit der Ausstrahlung begann. In der Werbung bediente man sich des Titels L.A. Dragnet, im Vorspann blieb allerdings der Titel Polizeibericht Los Angeles erhalten. Bis Januar 2011 wurden alle Episoden auf AXN kontinuierlich wiederholt.
Während die Serie in Deutschland und Frankreich nur synchronisiert ausgestrahlt wurde, wurde sie in Spanien auf Calle 13, der dortigen Entsprechung von 13th Street, und in der Schweiz im Zweikanalton (span. bzw. franz. Synchronisation + Originalfassung) gezeigt.

## Episodenliste
Nachfolgend werden die 22 Episoden mit ihren Erstausstrahlungsdaten und Originaltiteln sowie dt. Titeln aufgeführt. Die Bezeichnung „EA (weltweit)“, für die allererste Ausstrahlung der jeweiligen Episode, wurde gewählt, da die letzten beiden Episoden nicht in den USA, sondern in Frankreich zu ihrer Premiere kamen. Weitere Informationen finden sich im Abschnitt „Fernsehausstrahlungen“, Erklärungen zu den eingesetzten Ermittlern in den Abschnitten „Konzept“ und „Besetzung“.
| Staffel – Episode | Originaltitel              | Dt. Titel                    | EA (weltweit)    | EA (Deutschland) | Ermittler                                |
| ----------------- | -------------------------- | ---------------------------- | ---------------- | ---------------- | ---------------------------------------- |
| 1 - 01            | The Silver Slayer          | Der Silbermörder             | 2. Februar 2003  | 13. Mai 2007     | Friday & Smith                           |
| 1 - 02            | The Big Ruckus             | Gewaltvideos                 | 9. Februar 2003  | 13. Mai 2007     | Friday & Smith                           |
| 1 - 03            | All That Glitters          | Schöner Schein               | 16. Februar 2003 | 20. Mai 2007     | Friday & Smith                           |
| 1 - 04            | Well Endowed               | Der Erbe                     | 23. Februar 2003 | 20. Mai 2007     | Friday & Smith                           |
| 1 - 05            | The Cutting of the Swath   | Der Reihe nach               | 2. März 2003     | 3. Juni 2007     | Friday & Smith                           |
| 1 - 06            | The Brass Ring             | Tod eines Schauspielers      | 9. März 2003     | 3. Juni 2007     | Friday & Smith                           |
| 1 - 07            | The Artful Dodger          | Der 40 Millionen Dollar Raub | 16. März 2003    | 10. Juni 2007    | Friday & Smith                           |
| 1 - 08            | Sticks and Stones          | Fahrunterricht               | 30. März 2003    | 10. Juni 2007    | Friday & Smith                           |
| 1 - 09            | Redemption                 | Verhängnisvolles Video       | 6. April 2003    | 17. Juni 2007    | Friday & Beltran                         |
| 1 - 10            | Let's Make a Deal          | Kidnapping                   | 13. April 2003   | 17. Juni 2007    | Friday & Smith                           |
| 1 - 11            | For Whom the Whistle Blows | Der Rüstungskonzern          | 27. April 2003   | 24. Juni 2007    | Friday, Smith, Beltran & Langler         |
| 1 - 12            | The Little Guy             | Tödliche Falle               | 11. Mai 2003     | 24. Juni 2007    | Friday & Smith                           |
| 2 - 01            | Daddy's Girl               | Warum nicht?                 | 4. Oktober 2003  | 1. Juli 2007     | Friday, McCarron, Duran & Cooper         |
| 2 - 02            | Coyote                     | Ohne eine Chance             | 11. Oktober 2003 | 8. Juli 2007     | Friday, McCarron, Cooper & Macias        |
| 2 - 03            | 17 in 6                    | Das Gang-Massaker            | 18. Oktober 2003 | 15. Juli 2007    | Friday, McCarron, Duran & Cooper         |
| 2 - 04            | The Magic Bullet           | Das Ende eines Traums        | 25. Oktober 2003 | 22. Juli 2007    | Friday, McCarron, Duran & Cooper         |
| 2 - 05            | Slice of Life              | Blinde Elternliebe           | 1. November 2003 | 29. Juli 2007    | Friday, McCarron, Duran & Cooper         |
| 2 - 06            | Abduction                  | Tödliche Maske               | 21. April 2004   | 15. Juli 2007    | Friday, McCarron, Duran, Cooper & Macias |
| 2 - 07            | Frame of Mind              | Im Chatroom lauert der Tod   | 28. April 2004   | 8. Juli 2007     | Friday, McCarron, Duran & Cooper         |
| 2 - 08            | Retribution                | Späte Rache                  | 5. Mai 2004      | 29. Juli 2007    | Friday, McCarron, Duran & Cooper         |
| 2 - 09            | Riddance                   | Giftige Drogenmixtur         | 4. Dezember 2004 | 22. Juli 2007    | Friday, McCarron, Duran, Cooper & Macias |
| 2 - 10            | Killing Fields             | Das Schlachtfeld             | 4. Dezember 2004 | 1. Juli 2007     | Friday, McCarron, Duran & Cooper         |

## Crew
Mit insgesamt 3 Episoden war Kevin Dowling der am häufigsten für den Polizeibericht Los Angeles eingesetzte Regisseur. Dowling war auch der einzige, der in beiden (stilistisch sehr verschiedenen) Staffeln inszenieren durfte. Auf jeweils zwei Regie-Einsätze kamen Darnell Martin, Jean de Segonzac, Guy Norman Bee (alle 1. Staffel) und Steve Shill (2. Staffel). Die übrigen 11 Episoden wurden von jeweils einem anderen Regisseur inszeniert. Zu den insgesamt 16 Regisseuren gehörten 3 Frauen (neben Darnell Martin auch Donna Deitch und Joe Ann Fogle), die für 4 der 22 Episoden verantwortlich zeichneten.
In der 1. Staffel wurde die Kamera vornehmlich von Johnny E. Jensen (7 Episoden) und Bing Sokolsky (5 Episoden) geführt. Die 2. Staffel lag hingegen komplett in den Händen von Russ T. Alsobrook, der sich dem Team offenbar bereits für die letzte Folge der 1. Staffel anschloss.
Auch im Schnitt wurde parallel zum Konzeptwechsel für die 2. Staffel ein Teil des Personals ausgetauscht. So kam Stephen Semel nur in der 1. Staffel zum Einsatz, während Kevin Krasny nur in der 2. Staffel als Editor engagiert wurde. Den Großteil der Episoden bestritten jedoch Leon Ortiz-Gil und David Siegel, die auch an beiden Staffeln mitwirkten. Somit blieb der Wechsel der stilistischen Handschriften von Staffel 1 zu Staffel 2 bei Regie und Kamera eindeutiger mit den eingesetzten Personen verbunden als im Schnitt.
Die Musik stammte, wie bei Dick-Wolf-Serien üblich, hauptsächlich aus der Feder von Mike Post, der sich beim furios modernisierten Titelthema eng an das populäre Original-Dragnet-Thema anlehnte, das vor der entsprechenden TV-Serie aus den 1950ern bereits (u. a.) in dem Robert-Siodmak-Film Rächer der Unterwelt Verwendung fand. In einigen Episoden wurde die musikalische Gestaltung Atli Örvarsson übertragen, der sich eng an Posts Stil orientierte.
Der für die Serie als Produzent und Koproduzent fungierende Tyler Bensinger wirkte an mehreren Episoden als Autor mit. Häufig eingesetzte Autoren waren Jay Beattie und Dan Dworkin, die für die Drehbücher von 5–6 Episoden mitverantwortlich gewesen sein sollen. Alle weiteren Autoren kamen wahrscheinlich nicht über maximal zwei (genannte) Einsätze hinaus.

## DVD & Video-on-Demand
In den USA sollte die erste Staffel gegen Ende des Jahres 2003 auf DVD veröffentlicht werden. Nach der Absetzung der Serie aus dem US-TV-Programm wurde von dieser Veröffentlichung jedoch Abstand genommen. Die deutsche Version ist, abgesehen von den Ausstrahlungen im Fernsehen und dementsprechenden Aufzeichnungen, nirgends regelmäßig verfügbar.

## Rezeption
Vor allem die nuancierte schauspielerische Leistung Ed O’Neills in der Hauptrolle, der hier einen Charakter verkörperte, der praktisch das komplette Gegenteil seiner bekanntesten Rolle, Al Bundy, darstellt, wurde von vielen Zuschauern in den höchsten Tönen gelobt. O’Neill gelang erneut, wie auch schon in Big Apple, eine sehr einfühlsame, glaubwürdige Darstellung polizeilicher Ermittlungsarbeit, hier mit einem gekonnten Spagat zwischen nüchtern-analytischem Auftreten und Coolness.
Die Proteste der Zuschauer richteten sich im Allgemeinen eher gegen die Änderung des Konzepts nach der 1. Staffel, als gegen die letztendliche Absetzung des Formats, zu dem die Serie für die 2. Staffel gemacht worden war.

## Deutsche Synchronisation
Herstellungsjahr: 2005 (1. Staffel möglicherweise schon 2004)

Dialogbuch & -regie: Peter Stein

hergestellt in: Bavaria Filmstudios, München
| Rolle                           | Schauspieler        | Synchronschauspieler                                       |
| ------------------------------- | ------------------- | ---------------------------------------------------------- |
| Detective/Lieutenant Joe Friday | Ed O’Neill          | Rüdiger Bahr                                               |
| Detective Frank Smith           | Ethan Embry         | Philipp Brammer                                            |
| Detective Jimmy McCarron        | Desmond Harrington  | Philipp Moog                                               |
| Detective Gloria Duran          | Eva Longoria Parker | Anna Carlsson                                              |
| Detective Raymond Cooper        | Evan Parke          | Erich Räuker                                               |
| ADA Sandy Chang                 | Christina Chang     | Natascha Geisler (1. Staffel) Melanie Jung (2. Staffel)    |
| Detective Elana Macias          | Roselyn Sánchez     | Natascha Geisler                                           |
| Detective Denise Beltran        | Lauren Vélez        | Kathrin Simon                                              |
| Captain Ruth Hagermann          | Lindsay Crouse      | Kornelia Boje                                              |
| Sanjay Ramachandran             | Erick Avari         | Dieter Memel (1. Staffel) Tonio von der Meden (2. Staffel) |

## Trivia
- Ed O’Neill war der erste und einzige Schauspieler, der es nach Jack Webb schaffte, mit der Rolle des Joe Friday auf den Bildschirm zu gelangen. Webb hatte die Rolle zuvor in über 360 Episoden dargestellt und war fest mit ihr verwachsen. Der einzige andere Schauspieler, der sonst noch als Joe Friday auftrat, war Dan Aykroyd in dem Kinofilm Schlappe Bullen beißen nicht aus dem Jahr 1987. Hierbei handelt es sich allerdings um eine Parodie.
- Ed O’Neill und Ethan Embry spielten 12 Jahre vor Polizeibericht Los Angeles schon in Der Giftzwerg gemeinsam die Hauptrollen. Während O’Neill seinerzeit bereits durch Eine schrecklich nette Familie Popularität erlangt hatte, war Embry noch ein erst 12 Jahre alter Filmneuling.
- Die Nummer 714 auf der im Vorspann von Polizeibericht Los Angeles sichtbaren Dienstmarke Joe Fridays, ist beim Los Angeles Police Department in Wirklichkeit nicht vergeben. Sie bezieht sich auf den 14. Juli (engl.= 07/14 bzw. seven-fourteen), welcher der Geburtstag der Mutter von Jack Webb, dem Schauspieler und geistigen Mitbegründer der Serie, der den Joe Friday in allen früheren Versionen verkörperte, war.
- Bevor Dragnet in den 1950er (1. Version: 1951–1959), 1960er, 1970er (2. Version: 1967–1970), 80er und 90er Jahren (3. Version: 1989/90), sowie für die hier vorliegende Serie im ersten Jahrzehnt des neuen Jahrhunderts im TV ausgewertet wurde, war die Sendung ab den 40er Jahren bereits im Radio zu hören.
- Die Serie Stahlnetz ist die deutsche Version des Polizeiberichts und bedient sich auch einer Variante derselben populären Titelmelodie.
- Die oft zitierte, hier von Mike Post adaptierte, Original-Titelmelodie der ersten Serienfassung heißt Danger Ahead und wurde von Walter Schumann komponiert, war zuvor aber bereits durch den Film Rächer der Unterwelt auffällig geworden, für den Miklós Rózsa die Musik ersonnen hatte. Es blieb ungeklärt, ob Schumann die Musik wissentlich abgekupfert hatte oder sie ihm von einem Besuch bei den Aufnahmen von Rózsas Melodie im Hinterkopf geblieben war. Man einigte sich darauf, dass beide zukünftig gemeinsam als Komponisten genannt werden sollten. Miklós Rózsa hatte mit den Kompositionen für die 1950er-Jahre-Version von Dragnet ansonsten nichts zu tun.
- Der bis heute einzige exklusiv produzierte, weder eine Parodie noch einen Zusammenschnitt von Serienepisoden darstellende Dragnet-Spielfilm wurde unter der Regie von Ur-Joe Friday Jack Webb erstellt und im Jahr 1954 in die US-Kinos gebracht. Dieser Film wurde im Gegensatz zur kompletten 1950er-Jahre-Version der Serie ab April 1955 unter dem Titel Großrazzia auch in Deutschland gezeigt. Dies war das erste Mal, dass Joe Friday vor einem deutschen Publikum auftrat. Mit Polizeibericht Los Angeles, der bisher letzten Version, schloss sich der Kreis, nach jetzigem Stand der Dinge.
- Die Tatsache, dass die erste Staffel nur 12 Folgen umfasst, während von der zweiten Staffel 13 Folgen bestellt wurden, könnte sich dadurch erklären, dass die erste abgedrehte Folge Three Blondes noch mit Danny Huston als Joe Friday entstand, der das Projekt im Anschluss verließ. Zwar existiert das Gerücht, man habe Hustons Szenen einfach noch einmal mit Ed O’Neill gefilmt, was bei näherer Betrachtung allerdings absurd wirkt, da Joe Friday in sämtlichen Folgen der Serie, in denen er nur mit Frank Smith ermittelte, in beinahe jeder Szene zu sehen war. Das scheinbar einfache neuerliche Drehen von Fridays Szenen wäre somit praktisch einem Nachdreh der gesamten Folge gleichgekommen, für den man nahezu alle an der Folge Beteiligten hätte noch einmal bezahlen müssen. Die letztendliche Pilotfolge The Silver Slayer dürfte folglich nicht der ursprünglich als Three Blondes geplanten Episode entsprechen. Hätte man die Folge tatsächlich noch einmal gedreht, wäre es ohnehin fraglich, warum man ihr dann einen anderen Titel gab, da dieser schließlich nichts mit dem als Joe Friday auftretenden Schauspieler zu tun hat.
- Die neuseeländische Basketball-Mannschaft The Wellington Saints bediente sich der von Mike Post komponierten Titelmelodie der Serie als Erkennungs- bzw. ggf. Einmarschmusik und konnte im Jahr 2003, kurz nachdem die Serie in Neuseeland gestartet war, ihre erste Meisterschaft in der National Basketball League seit 15 Spielzeiten feiern. Die Melodie wurde im Zuge des Erfolges zu einer Art Meisterhymne der Mannschaft. Auf der Website des Teams wurde der als Dragnet 2003 Theme bezeichnete Titel seinerzeit außerdem als Download angeboten.
- Ed O’Neill wirkte als einziger Schauspieler in allen 22 Folgen der Serie mit. Die übrigen, wiederkehrend auftretenden Darsteller spielten nur in maximal der Hälfte der Episoden. Dies geht primär auf den Konzeptwechsel zwischen erster und zweiter Staffel zurück, der dazu führte, dass überhaupt nur drei regelmäßig auftretende Schauspieler (neben O’Neill nur Christina Chang und Erick Avari) an beiden Staffeln beteiligt waren. In der deutschen Fassung ging diese ohnehin geringfügige Kontinuität zwischen den Staffeln sogar noch ein Stück weiter verloren, da Christina Chang und Erick Avari für die – offenbar, trotz der Kürze der Serie, mit einem gewissen Abstand zu den vorherigen Folgen synchronisierte – 2. Staffel jeweils eine neue Synchronstimme bekamen. Nur bei Ed O’Neill wurde auch hier Kontinuität gewahrt.
- Polizeibericht Los Angeles war für geraume Zeit die letzte Serie außerhalb des Law & Order-Franchises, die von Dick Wolf als ausführendem Produzenten betreut wurde. Wolf konnte mit Projekten jenseits des Geflechts der Law & Order-Serien nur selten Erfolge verbuchen. Der Polizeibericht war trotz nur 22 Folgen, hinter New York Undercover, das langlebigste darunter, dessen Episodenzahl sogar von den Law & Order-Ablegern Trial by Jury und Conviction nicht erreicht wurde. Erst im Jahr 2012 nahm sich Wolf mit Chicago Fire wieder eines anderen Stoffes an.